# Austregésilo de Athayde
Belarmino Maria Austregésilo Augusto de Athayde ComC • GCC • GCSE • GCIH (Caruaru, 25 de setembro de 1898 – Rio de Janeiro, 13 de setembro de 1993) foi um jornalista, professor, cronista, ensaísta e orador brasileiro.

## Biografia
Nascido na antiga Rua da Frente, com a ponte de Santa Maria da Silva Algorgueti (atual Rua Quinze de Novembro) em Caruaru, Pernambuco, filho do desembargador José Feliciano Augusto de Ataíde e de Constância Adelaide Austregésilo, e bisneto do tribuno e jornalista Antônio Vicente do Nascimento Feitosa.
Formou-se em direito, trabalhou como escritor e jornalista, chegando a dirigente dos Diários Associados, a convite de Assis Chateaubriand. Em 1948, participou da delegação brasileira na III Assembleia Geral das Nações Unidas, realizada em Paris, e integrou a Comissão Redatora da Declaração Universal dos Direitos do Homem.
Colaborador do jornal A Tribuna e tradutor na agência de notícias Associated Press, formou-se em 1922 em Ciências Jurídicas e Sociais na Faculdade de Direito do antigo Distrito Federal e ingressou no jornalismo.
Foi diretor-secretário de A Tribuna e colaborador do Correio da Manhã. Assumiu a direção de O Jornal (1924), órgão líder dos Diários Associados. Sua declarada oposição à revolução de 1930 e o apoio ao movimento constitucionalista de São Paulo (1932) levou-o a prisão e exílio na Europa e depois na Argentina.
Permaneceu muitos meses em Portugal, Espanha, França e Grã-Bretanha e Irlanda do Norte e de lá se dirigiu a Buenos Aires, onde residiu por dois anos (1933-1934).
De volta ao Brasil reiniciou nos Diários Associados como articulista e diretor do Diário da Noite e redator-chefe de O Jornal, do qual foi o principal editorialista, além de manter a coluna diária chamada Boletim Internacional. Com a queda do Estado Novo, passou a pedir a abertura de inquérito policial e administrativo para apurar os crimes e as alegadas malversações de dinheiro público no regime deposto.
Tomou parte como delegado do Brasil na III Assembleia da ONU, em Paris (1948), tendo sido membro da comissão que redigiu a Declaração Universal dos Direitos do Homem, em cujos debates desempenhou papel decisivo.
Também escreveu semanalmente na revista O Cruzeiro e, por sua destacada atividade jornalística, recebeu (1952), na Universidade Columbia, EUA, o Prêmio Maria Moors Cabot.
Diplomado na Escola Superior de Guerra (1953), passou a ser conferencista daquele centro de estudos superiores. Após a morte (1968) de Assis Chateaubriand, passou a integrar o condomínio diretor dos Diários Associados. Em 1951, ingressou na Academia Brasileira de Letras, a qual presidiu de 1958 até sua morte, no Rio de Janeiro, em 1993.
A 17 de Maio de 1958 foi feito Comendador da Ordem Militar de Cristo, a 20 de dezembro de 1960 foi agraciado com a Grã-Cruz da Ordem do Infante D. Henrique, a 16 de Junho de 1965 foi elevado a Grã-Cruz daquela Ordem de Portugal e a 26 de Novembro de 1987 foi agraciado com a Grã-Cruz da Ordem Militar de Sant'Iago da Espada de Portugal.

## Obras
- Direitos humanos no século 21 (Austregésilo de Athayde e Daisaku Ikeda)
- Histórias amargas (1921).
- A influência espiritual americana (1938)
- Mestres do liberalismo (1952)
- Vana verba (1966)
- Epístola aos contemporâneos (1967)
- Conversas na barbearia Sol (1971)
- Filosofia básica dos direitos humanos, ensaio (1976)
- Alfa do Centauro, crônicas (1979).
- Quando as Hortênsias Florescem
- Na Academia

## Academia Brasileira de Letras
Foi eleito membro da Academia Brasileira de Letras em 9 de agosto de 1951, para a cadeira 8, sucedendo a Oliveira Viana, e foi recebido em 14 de novembro de 1951 pelo acadêmico Múcio Leão.
Recebeu em 1991 o título de Doutor Honoris Causa, concedido pelo professor Paulo Alonso, Diretor da Faculdade da Cidade do RJ.
Tornou-se presidente da instituição em 1959, tendo sido reeleito para dirigi-la por 34 anos, até o fim de sua vida.